# Günter Schabowski
Günter Schabowski (4. ledna 1929 v Anklamu – 1. listopadu 2015) byl jedním z předních funkcionářů SED v NDR, zejména jejích reformních části.

## Život
Roku 1952 vstoupil Schabowski do strany a stal se zástupcem šéfredaktora odborářského časopisu Tribüne (až do 1967). V letech 1967 a 1968 byl poslán na stranickou školu do Moskvy, po návratu pracoval v novinách SED Neues Deutschland, kde se roku 1978 stal šéfredaktorem. Roku 1981 se stal členem ÚV a 1984 členem politbyra SED. Během událostí roku 1989 se Schabowski postavil na stranu reformátorů a podílel se velkou měrou na sesazení Ericha Honeckera. Byl jediným významným funkcionářem, který se 4. listopadu 1989 zúčastnil velké demonstrace na náměstí Alexanderplatz v Berlíně, snad největší demonstrace v dějinách NDR. Do dějin vešel však jako někdo, kdo v důsledku špatné informovanosti v televizi dne 9. listopadu 1989 oznámil, že hranice NDR jsou s okamžitou platností otevřeny (a ne až během příštího dne). Schabowski patřil k těm málo bývalým funkcionářům SED, kteří již po pádu berlínské zdi otevřeně přiznali svou spoluvinu na excesech komunistického režimu a kteří se podíleli na zpracování minulosti.